# 이윤 (상나라)

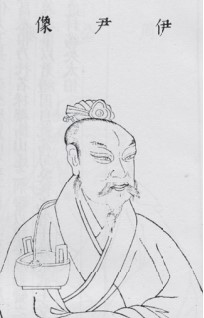

이윤(伊尹, 생몰년 미상)은 하나라 말기부터 상나라 초기에 걸친 정치가이다. 상 왕조 성립에 큰 역할을 하였다. 이름은 지(摯)이다.

## 생애
전설에 의하면, 이윤의 어머니는 대홍수에 휩쓸려가 뽕나무가 되었고 그 줄기에서 이윤이 태어났다고 한다. 여기에서 이윤은 홍수의 신으로 보는 설이 존재한다.
성인이 된 후에는 요리인으로서 어느 귀족을 시중들었고 주인의 딸이 상의 군주인 자리(훗날의 탕왕)에게 시집갈 때에 그 심부름꾼으로서 자리를 시중들었다. 이 때 그 재능을 자리에게 인정받아 상의 국정에 참여해 중책을 맡기에 이른다.
상이 하를 멸할 때에도 활약했고 상 왕조 성립에 큰 역할을 하였으며 아형(阿衡)으로서 탕왕을 보좌해 수 백년동안 이어지는 상 왕조의 기초를 굳혔다.
탕왕의 사후에 그 아들인 외병과 중임의 두 명의 왕을 보좌한 후 중임이 세상을 뜨자 이윤은 태정의 아들 태갑(太甲)을 옹립했다. 탕왕의 손자 태갑이 즉위한 후에도 이윤은 계속해 이를 보좌하였다. 그러나 태갑이 즉위 3년 동안 포악해져 탕의 법을 지키지 않고 방탕하여 국정을 어지럽혔으므로 이윤은 태갑을 동궁(桐宮)으로 추방했고 섭정으로서 태갑을 대신했다. 3년 후 태갑이 동궁에서 3년을 지내며 자신의 잘못을 뉘우치고 선하게 돌아왔다. 이에 이윤은 태갑을 맞이하여 정권을 돌려주었다. 태갑이 덕을 닦으니 제후가 모두 은으로 되돌아오고 백성은 안녕을 되찾았다. 이윤이 이를 가쁘게 여겨 「태갑훈(太甲訓)」 세 편을 3편을 지어 태갑을 칭송하고 태종(太宗)이라 불렀다.
이윤은 태갑의 아들 옥정의  시대에 죽었다고 한다. 이윤을 박에 장사지내고 고단(咎單)은 이윤의 사적을 가르치기 위해 「옥정(沃丁)」을 지었다.
공안국에 따르면 이척(伊陟)은 이윤의 아들이라고 한다.
이윤은 「이훈(伊訓)」, 「사명(肆命)」, 「조후(徂后)」를 지었다.

## 평가
후세에 이윤은 명신(名臣)으로서 평가받고 있지만 태갑의 추방한 일에 대해서는 유력한 신하가 중간에 주군을 추방했다는 다소 부정적인 평가를 받기도 한다. 또 태갑의 추방은 전한의 곽광과 함께 후세에 자신과 사이가 좋지 않은 군주를 추방하고 싶은 유력자가 추방의 전거로 삼기도 하였다.
한편 《죽서기년》에 이윤이 태갑을 추방한 후 스스로 왕이 되었지만 7년 후에 태갑에 의해 토벌되었다는 기사가 전한다.